# 水青冈
水青冈又名山毛榉，属山毛榉科山毛榉属植物。

## 形态
落叶乔木，高可达25米。卵形叶子，长6-15.5厘米，有疏锯齿；初夏开淡绿色花，雄花序头状，雌花序柄长3-6厘米；壳斗四裂，外被多数细长卷曲毛状苞片；两个卵状三角形坚果。

## 分布
产於中国大陆长江流域及以南地区，以及台湾和越南中海拔山區。耐荫，喜温湿气候，生长缓慢。

## 用途
木材纹理直，结构细，供建筑、制家具等用途。